# 石井知幸
石井 知幸（いしい ともゆき、1963年2月28日 - ）は広島県出身の元サッカー選手、サッカー指導者。ポジションはDF。

## 来歴
1981年に日本ユース代表としてAFCユース選手権出場。1985年にユニバーシアード代表として神戸大会出場の経験を持つ。
大学卒業後にヤマハ発動機サッカー部（現、ジュビロ磐田）に入部し、主にサイドバックとして活躍した。
引退後は主にジュビロ磐田の下部組織の指導に携わっていたが、2007年と2008年はアルビレックス新潟のヘッドコーチを務めた。2009年からはジュビロ磐田に復帰している。ジュビロ磐田のスカウト時代には福西崇史らを獲得している。

## 所属クラブ
- 広島市立舟入高等学校
- 1981年-1984年 東京農業大学
- 1985年-1992年 ヤマハ発動機サッカー部

## 指導歴
- 1993年-2006年、2009年、2022年 - ジュビロ磐田
  - 1993年-1994年 ： コーチ
  - 1994年-1995年 ： スカウト
  - 1995年-1996年 ： サテライトコーチ
  - 1996年-1998年 ： スカウト
  - 1998年-1999年 ： ユース コーチ
  - 1999年-2001年 ： コーチ
  - 2003年-2004年 ： 育成コーチ
  - 2005年-2006年 ： コーチ 兼 サテライト監督
  - 2006年-2006年6月 ： ヘッドコーチ
  - 2006年6月-12月 ： コーチ 兼 サテライト監督
  - 2009年 ヘッドコーチ 兼 サテライト監督
  - 2010年-2011年 ヘッドコーチ
  - 2022年 - 2009年 ヘッドコーチ 兼 サテライト監督
  - 2010年-2011年 ヘッドコーチ
  - 2022年 - アカデミーテクニカルアドバイザー
- 2002年8月-2004年　U-21、U-22、U-23日本代表 ： アシスタントコーチ
- 2006年 U-20、U-21日本代表 第33回トゥーロン国際大会 ： 監督
- 2007年-2008年 アルビレックス新潟 ： ヘッドコーチ
- 2012年 大宮アルディージャ ： ヘッドコーチ

## 資格
- 1999年 日本サッカー協会公認B級ライセンス
- 2002年 日本サッカー協会公認A級ライセンス
- 2005年 日本サッカー協会公認S級ライセンス

## 個人成績
| 国内大会個人成績 | 国内大会個人成績 | 国内大会個人成績 | 国内大会個人成績 | 国内大会個人成績 | 国内大会個人成績 | 国内大会個人成績   | 国内大会個人成績   | 国内大会個人成績 | 国内大会個人成績 | 国内大会個人成績 | 国内大会個人成績 |
| 年度             | クラブ           | 背番号           | リーグ           | リーグ戦         | リーグ戦         | リーグ杯           | リーグ杯           | オープン杯       | オープン杯       | 期間通算         | 期間通算         |
| 年度             | クラブ           | 背番号           | リーグ           | 出場             | 得点             | 出場               | 得点               | 出場             | 得点             | 出場             | 得点             |
| 日本             | 日本             | 日本             | 日本             | リーグ戦         | リーグ戦         | \|JSL杯/ナビスコ杯 | \|JSL杯/ナビスコ杯 | 天皇杯           | 天皇杯           | 期間通算         | 期間通算         |
| ---------------- | ---------------- | ---------------- | ---------------- | ---------------- | ---------------- | ------------------ | ------------------ | ---------------- | ---------------- | ---------------- | ---------------- |
| 1985             | ヤマハ           |                  | JSL1部           |                  |                  |                    |                    |                  |                  |                  |                  |
| 1986-87          | ヤマハ           |                  | JSL1部           |                  |                  |                    |                    |                  |                  |                  |                  |
| 1987-88          | ヤマハ           |                  | JSL1部           | 22               |                  |                    |                    |                  |                  |                  |                  |
| 1988-89          | ヤマハ           |                  | JSL1部           |                  |                  |                    |                    |                  |                  |                  |                  |
| 1989-90          | ヤマハ           | 2                | JSL1部           | 11               | 1                | 0                  | 0                  |                  |                  |                  |                  |
| 1990-91\|19      | ヤマハ           | 2                | JSL1部           | 1                | 2                | 0                  |                    |                  |                  |                  |                  |
| 1991-92          | ヤマハ           | 2                | JSL1部           | 4                | 0                | 0                  | 0                  |                  |                  |                  |                  |
| 通算             | 日本             | 日本             | JSL1部           | 113              | 5                |                    |                    |                  |                  |                  |                  |
| 総通算           | 総通算           | 総通算           | 総通算           | 113              | 5                |                    |                    |                  |                  |                  |                  |

その他の公式戦
- 1990年
  - コニカカップ 8試合0得点
- 1991年
  - コニカカップ 2試合0得点